# Дарвин Нунес
Дарвин Габриел Нунес Рибейро (на испански: Darwin Gabriel Núñez Ribeiro) е уругвайски футболист, който играе като нападател за арабския Ал-Хилал.
Нунес преминава през академията на Пенярол, като дебютира в първия отбор през 2017 г. През август 2019 г. става част от испанския Алмерия. Бенфика го закупува през 2020 г. за 24 милиона евро, най-скъпият трансфер в историята на португалския футбол. През втория си сезон той печели Бола де Прата за голмайстор в Примейра лига с 26 гола в 28 мача. Преминава в Ливърпул през 2022 г. за 75 милиона евро, което потенциално сделката може да нарасне до 100 милиона с бонусите за представяне.

## Кариера

### Пенярол
Нунес става част от школата на Пенярол през 2013 г., на 14 години. Първият му престой продължава само месеци, но впоследствие отново се връща в клуба през 2014 г.
Нунес прекарва първите месеци на 2017 г., лекувайки контузия на коляното. Той прави своя дебют в Примера Дивисион де Уругвай на 22 ноември 2017 г., като влиза като резерва във второто полувреме на мястото на Макси Родригес при загубата с 1:2 като гост срещу Ривър Плейт Монтевидео, но претърпява още една операция на коляното през следващия месец.
Нунес вкарва първия си гол на 13 октомври 2018 г., отбелязвайки в началото при домакинска победа над С.А. Феникс с 2:0. На 14 юли 2019 г. той вкарва хеттрик при 4:0 над Бостън Ривър.

### Алмерия
На 29 август 2019 г., испанският УД Алмерия обявява подписването на Нунес с петгодишен договор срещу предполагаеми 4,5 милиона щатски долара плюс 1,5 милиона долара в бонуси. Той прави своя дебют на 3 октомври като резерва на полувремето при победа с 4:2 срещу Спортинг Хихон.
На 27 октомври 2019 г., започвайки титуляр за първи път, Нунес отбелязва първи гол за новия си клуб при домакинска победа с 3:2 срещу УД Екстремадура с дузпа. Той завърша единствения си сезон с 16 гола.

### Бенфика
На 4 септември 2020 г. Нунес подписва петгодишен договор с португалския клуб Бенфика Лисабон, който плаща рекордната за клуба сума от 24 милиона евро за играча. Това е и най-големият трансфер на Алмерия и Сегунда Дивисион, като клубът също получава 20% от бъдещ трансфер. Единадесет дни по-късно той дебютира при загуба с 1:2 срещу ФК ПАОК за третия квалификационен кръг на Шампионската лига 2020/21, като заменя Педриньо в 65-ата минута на мача.
С асистенцията си при победа с 3:0 над ФК Рио Аве на 18 октомври, той прави пет асистенции в първите си четири мача. На 22 октомври Нунес отбелязва първите си голове за клуба с хеттрик срещу Лех Познан при победа с 4:2 като гост в мач от груповата фаза на Лига Европа.
На 3 декември, след три седмици лечение от COVID-19, Нунес се завръща в игра срещу Лех Познан в груповата фаза на Лига Европа, отбелязвайки втория гол на Бенфика при домакинска победа с 4:0. Нунес отбелязва шест гола в първенство и дава десет асистенции, Бенфика завършва на трето място и се класира за третия квалификационен кръг на Шампионската лига.
През май 2021 г. Нунес претърпява операция на дясното коляно, което го принуждава да пропусне първите месеци на Бенфика от новия сезон. Той се завръща след контузия на 21 август, заменяйки Евертон Соареш в 72-ата минута, при победа с 2:0 над ФК Жил Висенте, като при това получава жълт картон. На 29 септември той отбелязва първите си два гола в Шампионската лига при домакинска победа с 3:0 над ФК Барселона.
На 27 февруари 2022 г. Нунес вкарва своя 20-ти гол за Бенфика при домакинска победа с 3:0 срещу ФК Витория (Гимараеш). На 15 март, в реванша от осминафиналите на Шампионската лига, отбелязва единствения гол при победата като гост над АФК Аякс, с общ резултат с 3:2. Нунес отбелязва два гола срещу Ливърпул в четвъртфиналите на Шампионската лига: един в първия мач, а другият в реванша, като отборът му отпада с общ резултат 4:6. Неговият шести гол в кампанията го прави най-добрият голмайстор на Бенфика за всички времена в съвременната история на Шампионската лига, надминавайки рекорда на Нуно Гомеш с пет гола през сезон 1998/99.
На 17 април вкарва гол и дава асистенция при победата над Спортинг Лисабон с 2:0 в Дербито на Лисабон, като е обявен за играч на мача. Нунес завършва сезона с 26 гола в 28 мача.

### Ливърпул
На 13 юни 2022 г. Бенфика постига споразумение с отбора от Премиършип Ливърпул за трансфера на Дарвин Нунес срещу 75 милиона евро плюс 25 милиона евро бонуси.

## Национален отбор
Нунес е повикан в националния отбор на Уругвай за приятелските срещи срещу Коста Рика и САЩ през септември 2019 г. Той прави своя международен дебют на 16 октомври при равенство 1:1 при гостуване на Перу в друга контрола, като заменя Браян Лозано в 75-ата минута и отбелязва гол пет минути по-късно.
През юни 2021 г. Нунес е включен в състава на Уругвай от 26 футболисти за Копа Америка през 2021 г. в Бразилия. Поради контузия на дясното коляно, която го изважда от игра за два месеца, той пропуска турнира.

## Отличия
Пенярол
- Примера Дивисион де Уругвай: 2017, 2018

Ливърпул
- Висша лига: 2025